# Verdun (Novo mesto)

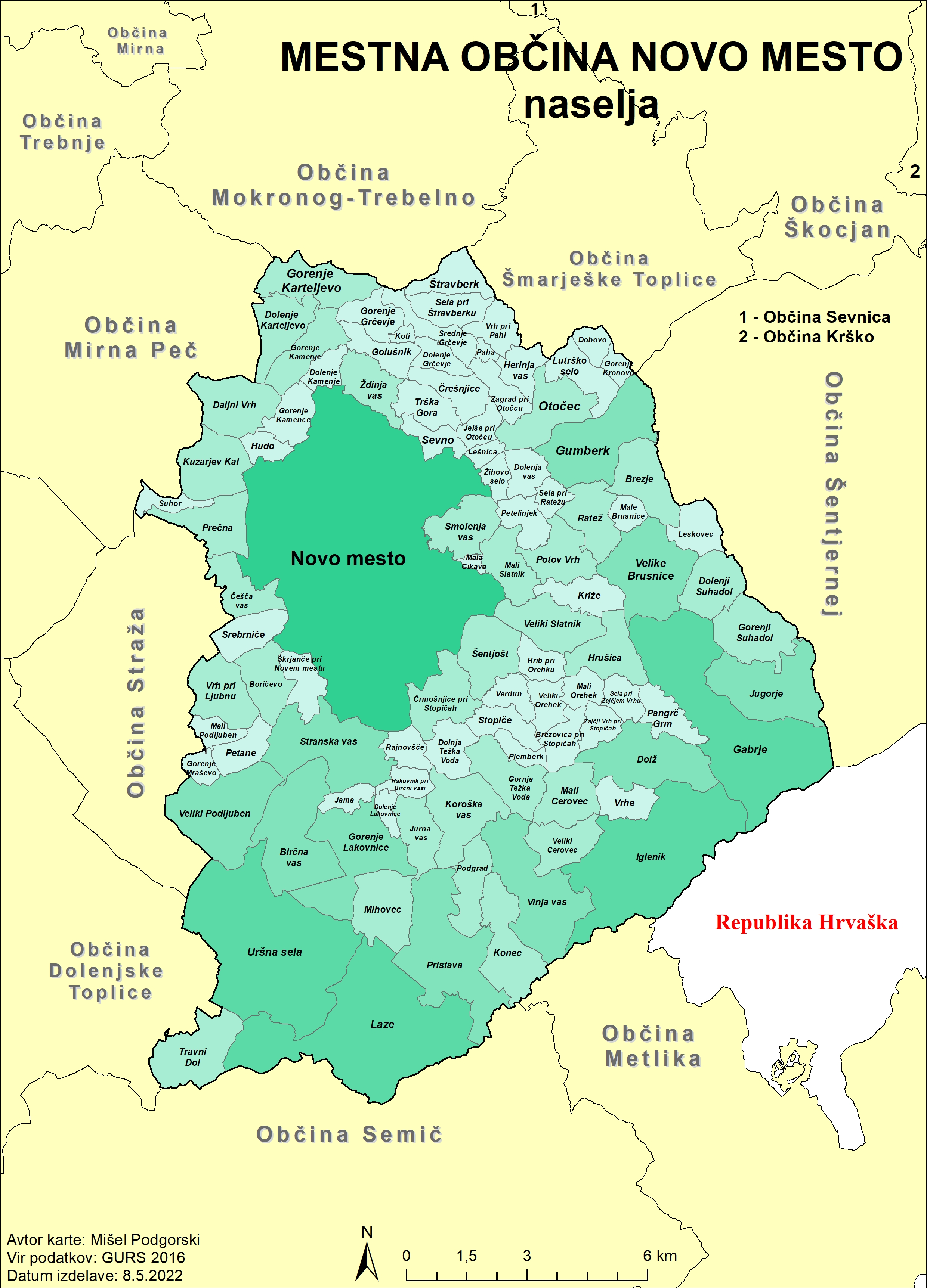
Ortschaften der Stadtgemeinde Novo mesto

Verdun, Stopiče (dt. Werdun bei Stopitsch) ist eine Ortschaft in der slowenischen Stadtgemeinde Novo mesto im Osten des Landes am Fuße des Žumberak-Gebirges.
Der Weiler gehört zur Ortsgemeinschaft Stopiče.

## Geschichte
Verdun wurde 1367 in schriftlichen Quellen als Wardaun (1477 als Werdin, 1490 als Burdin und 1494 als Verdum) erwähnt. Der Name Verdun leitet sich vom romanischen Wort *(g)uardōne(m) ab, basierend auf dem germanischen Wort *wardō „Wächter“. Obwohl dieser Ortsname im militärischen Sinne verstanden werden kann, ist es wahrscheinlich, dass er sich stattdessen auf einen Ort bezog, an dem Hirten ihre Tiere bewachten.